# KØS - Museum for kunst i det offentlige rum
KØS – Museum for kunst i det offentlige rum (tidligere Køge Skitsesamling) er et kunstmuseum beliggende i Køge, der indsamler og udstiller skitser og modeller, der er blevet til i forbindelse med de kunstneriske processer, der knytter sig til udsmykning i det offentlige rum.
Skitsesamlingen er det hidtil eneste danske specialmuseum, som fokuserer på at dokumentere de kunstneriske processer i forbindelse med tilblivelsen af kunstneriske værker, herunder også værker, som falder under den brede overordnede betegnelse samtidskunst.
Der findes kun i meget begrænset omfang endelige værker i museet, hvorimod der findes udkast, skitser og modeller, som kunstneren har anvendt undervejs i processen.
På tagetagen findes Bjørn Nørgaards skitsetegninger og farvelagte kartoner i naturlig størrelse af Dronning Margrethes Gobeliner, som blev anvendt i processen med at udforme de 17 vævede gobeliner med billeder fra Danmarks historie. De færdige vævede gobeliner hænger i Riddersalen på Christiansborg. Kunstmuseet Køge Skitsesamling erhvervede efterfølgende skitser, m.m., og dette materiale udstilles i varierende omfang på museet.
Foruden de permanente udstillinger, har museet skiftende udstillinger, ligesom der fokuseres på skabende processer i forbindelse med varierende børneaktiviteter.